# Alex Newhook
Alex Newhook, född 28 januari 2001, är en kanadensisk professionell ishockeyforward som spelar för Montreal Canadiens i National Hockey League (NHL). Han draftades i första rundan som 16:e totalt av Colorado Avalanche vid NHL Entry Draft 2019 och vann Stanley Cup 2022 med Avalanche.

## Statistik

### Klubbkarriär
| 2015–16    | St. Andrew's College | CAHS       | 11  | 2  | 5  | 7   | 2  | —  | —  | —  | —  | —  |
| 2016–17    | St. Andrew's College | CAHS       | 4   | 2  | 0  | 2   | 0  | —  | —  | —  | —  | —  |
| 2016–17    | York Simcoe Express  | ETAMMHL    | 33  | 43 | 31 | 74  | 14 | 7  | 1  | 7  | 8  | 2  |
| 2016–17    | Aurora Tigers        | OJHL       | 1   | 0  | 1  | 1   | 10 | —  | —  | —  | —  | —  |
| 2017–18    | Victoria Grizzlies   | BCHL       | 45  | 22 | 44 | 66  | 10 | 12 | 3  | 6  | 9  | 8  |
| 2018–19    | Victoria Grizzlies   | BCHL       | 52  | 38 | 64 | 102 | 21 | 15 | 11 | 13 | 24 | 2  |
| 2019–20    | Boston College       | HE         | 34  | 19 | 23 | 42  | 8  | —  | —  | —  | —  | —  |
| 2020–21    | Boston College       | HE         | 12  | 7  | 9  | 16  | 8  | —  | —  | —  | —  | —  |
| 2020–21    | Colorado Eagles      | AHL        | 8   | 5  | 4  | 9   | 4  | —  | —  | —  | —  | —  |
| 2020–21    | Colorado Avalanche   | NHL        | 6   | 0  | 3  | 3   | 2  | 8  | 1  | 1  | 2  | 2  |
| 2021–22    | Colorado Avalanche   | NHL        | 71  | 13 | 20 | 33  | 12 | 12 | 0  | 4  | 4  | 4  |
| 2021–22    | Colorado Eagles      | AHL        | 10  | 4  | 7  | 11  | 2  | —  | —  | —  | —  | —  |
| 2022–23    | Colorado Avalanche   | NHL        | 82  | 14 | 16 | 30  | 22 | 7  | 0  | 1  | 1  | 4  |
| 2023–24    | Montreal Canadiens   | NHL        | 55  | 15 | 19 | 34  | 18 | —  | —  | —  | —  | —  |
| 2024–25    | Montreal Canadiens   | NHL        | 82  | 15 | 11 | 26  | 24 | 5  | 1  | 1  | 2  | 4  |
| NHL totalt | NHL totalt           | NHL totalt | 296 | 57 | 69 | 126 | 78 | 32 | 2  | 7  | 9  | 14 |

### Internationellt
| År            | Lag           | Turnering     | Resultat      |    | Matcher | Mål | Assist | Poäng | Utv |
| ------------- | ------------- | ------------- | ------------- | -- | ------- | --- | ------ | ----- | --- |
| 2017          | Canada Black  | U17           | 7:a           | 5  | 1       | 3   | 4      | 4     |     |
| 2019          | Kanada        | U18           | 4:a           | 7  | 5       | 5   | 10     | 0     |     |
| 2021          | Kanada        | JVM           | 2             | 6  | 3       | 3   | 6      | 2     |     |
| Junior totalt | Junior totalt | Junior totalt | Junior totalt | 18 | 9       | 11  | 20     | 6     |     |